# Silce (okres Berehovo)
Silce, ukrajinsky Сільце, maďarsky Beregkisfalud, je obec ležící v Zakarpatské oblasti Ukrajiny, v okrese Berehovo. Je součástí jednotného územního společenství (hromady) Kamjanske. V roce 2025 v této obci žilo 3913 obyvatel.